# V Giochi panamericani
I V Giochi panamericani si svolsero a Winnipeg, Canada, dal 23 luglio al 6 agosto 1967.

## I Giochi

### Sport
- Atletica leggera
- Baseball
- Calcio
- Canottaggio
- Ciclismo
- Calcio
- Ginnastica
- Hockey su prato
- Judo
- Lotta
- Nuoto
- Pallacanestro
- Pallanuoto
- Pallavolo
- Pugilato
- Scherma
- Sollevamento pesi
- Tennis
- Tiro
- Tuffi
- Vela

## Medagliere
| #      | Nazione                 | Oro | Argento | Bronzo | Totale |
| ------ | ----------------------- | --- | ------- | ------ | ------ |
| 1      | Stati Uniti             | 128 | 69      | 47     | 244    |
| 2      | Canada                  | 17  | 39      | 50     | 106    |
| 3      | Brasile                 | 11  | 10      | 5      | 26     |
| 4      | Argentina               | 8   | 14      | 12     | 34     |
| 5      | Messico                 | 7   | 16      | 25     | 48     |
| 6      | Cuba                    | 7   | 16      | 24     | 47     |
| 7      | Trinidad e Tobago       | 2   | 2       | 3      | 7      |
| 8      | Venezuela               | 1   | 4       | 6      | 11     |
| 9      | Colombia                | 1   | 2       | 5      | 8      |
| 10     | Porto Rico              | 1   | 2       | 3      | 6      |
| 11     | Cile                    | 1   | 1       | 3      | 5      |
| 12     | Panama                  | 0   | 2       | 2      | 4      |
| 13     | Perù                    | 0   | 2       | 1      | 3      |
| 14     | Uruguay                 | 0   | 1       | 4      | 5      |
| 15     | Bermuda                 | 0   | 1       | 1      | 2      |
| 16     | Ecuador                 | 0   | 1       | 0      | 1      |
| 16     | Barbados                | 0   | 1       | 0      | 1      |
| 18     | Giamaica                | 0   | 0       | 3      | 3      |
| 19     | Antille Olandesi        | 0   | 1       | 1      | 2      |
| 19     | Guyana                  | 0   | 1       | 1      | 2      |
| 19     | Isole Vergini Americane | 0   | 1       | 1      | 2      |
| Totale | Totale                  | 184 | 186     | 196    | 566    |